# Coll de Travessani
El Coll de Travessani, o Còth de Travessani, és una collada que es troba en límit dels termes municipals de la Vall de Boí (Alta Ribagorça) i de Naut Aran (Vall d'Aran), situada en el límit del Parc Nacional d'Aigüestortes i Estany de Sant Maurici i la seva zona perifèrica.

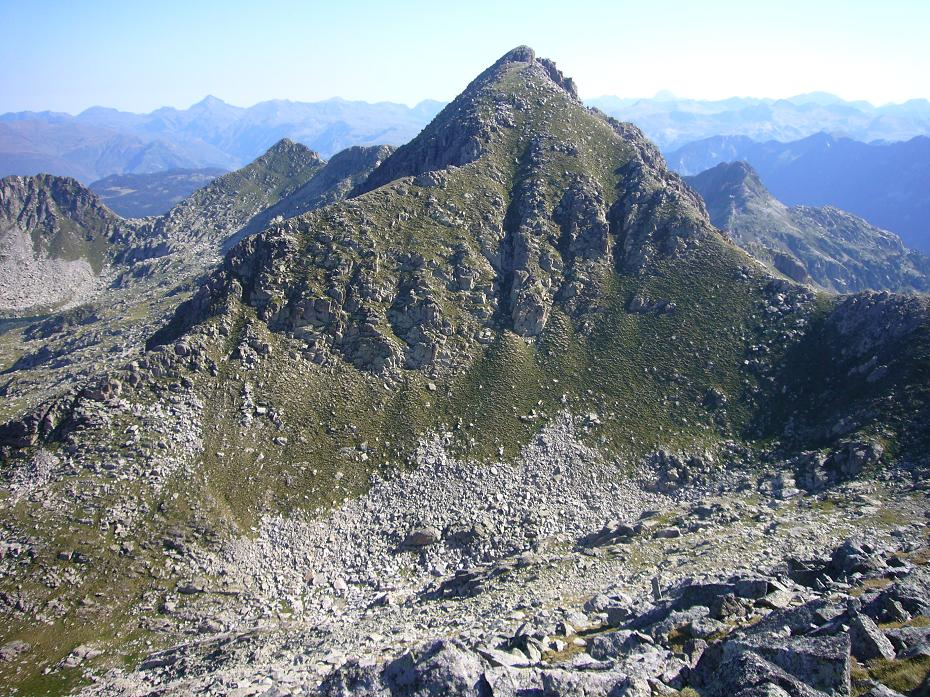
Tuc del Port de Caldes i Coll de Travessani, vistos des del Pic de Travessani

«Travessani deriva del basc "ata-be-atz-andi", la gran penya sota el port (referint-se al port de Colomers), o bé de "arte-baso-andi", entre grans precipicis».
El coll està situat a 2.671,3 metres d'altitud, entre el Tuc deth Pòrt (N) i el Pic Nord de Travessani (S), en la carena que separa l'occidental Capçalera de Caldes de l'oriental Circ de Colomèrs.

## Rutes
Destaquen tres camins per arribar al coll:
- Des del Refugi de Colomèrs seguint el GR 11.18 fins a mig camí del Port de Caldes per agafar direcció sud-oest en abandonar la Coma deth Pòrt de Caldes.
- Des del Refugi Joan Ventosa i Calvell:
  - Pujant al Port de Caldes per baixar pel GR 11.18 fins a la Coma deth Pòrt de Caldes i agafar per agafar direcció sud-oest (coincidint amb la ruta anterior).
- Ruta directa des de l'Estany Clot. Aquest és el camí més curt, però també el més complicat; per la verticalitat del vessant, en què cal destacar uns 10 metres molt delicats.